# Michał Mak
Michał Mak (* 14. November 1991 in Sucha Beskidzka, Polen) ist ein polnischer Fußballspieler. Der Stürmer steht bei Górnik Łęczna unter Vertrag. Sein Zwillingsbruder Mateusz Mak verdient sein Geld ebenfalls als Fußballspieler.

## Karriere

### Vereine
Mak spielte zunächst für Babia Góra Sucha Beskidzka und später in der Jugendabteilung von Wisła Krakau. Seine ersten Profieinsätze hatte er ab Oktober 2010 im Trikot von Ruch Radzionków in der zweitklassigen 1. Liga. Nach seinem Wechsel zu GKS Bełchatów in der Winterpause der Saison 2011/12 debütierte Mak am 17. März 2012 beim 2:2 gegen Wisła Krakau in der Ekstraklasa. Nach der Saison 2012/13 stieg er mit Bełchatów in die 1. Liga ab, in der er in der Folgesaison mit 14 Toren maßgeblich zur Meisterschaft und dem damit verbundenen direkten Wiederaufstieg beitrug. Zur Spielzeit 2015/16 wechselte Mak zu Lechia Gdańsk. Auch dort konnte er sich als Stammspieler etablieren und erzielte in seiner ersten Saison sechs Tore in 24 Ligaspielen.
Ende August 2016 wurde Mak für ein Jahr an den deutschen Zweitligisten Arminia Bielefeld verliehen, der Leihvertrag wurde jedoch bereits zu Jahresbeginn 2017 wieder aufgelöst. Die Saison 2017/18 spielte er bei Śląsk Wrocław und kehrte dann nach Gdańsk zurück. Dort gewann er 2019 den nationalen Pokal und steuerte dabei einen Treffer im Viertelfinale hinzu.
Im Sommer 2019 wechselte der Stürmer dann weiter zum Ligarivalen und ehemaligen Jugendverein Wisła Krakau. Nach anderthalb Jahren dort wechselte er im Februar 2021 weiter zum Zweitligisten Górnik Łęczna.

### Nationalmannschaft
Mak absolvierte am 6. Juni 2011 bei der 1:2-Niederlage gegen Griechenland ein Spiel für die polnische U21-Nationalmannschaft.

## Erfolge
GKS Bełchatów
- Aufstieg in die Ekstraklasa als Meister der 1. Liga: 2014

Lechia Gdańsk
- Polnischer Pokalsieger: 2019